# Oxyethira dualis
Oxyethira dualis är en nattsländeart som beskrevs av Morton 1905. Oxyethira dualis ingår i släktet Oxyethira och familjen smånattsländor. Inga underarter finns listade i Catalogue of Life.